# Bolivaritettix jianfengensis
Bolivaritettix jianfengensis är en insektsart som beskrevs av Liang 2002. Bolivaritettix jianfengensis ingår i släktet Bolivaritettix och familjen torngräshoppor. Inga underarter finns listade i Catalogue of Life.